# Vlaho Skvadrović
Vlaho Skvadrović (Skvadri, Squadri) (Koločep, 4. rujna 1643. – Dubrovnik, 30. ili 31. ožujka 1691.), hrvatski pjesnik, katolički svećenik i kancelar Dubrovačke nadbiskupije

## Životopis
Rođen na Koločepu. Za svećenika se zaredio u katedrali 1666. godine. Sljedeće godine obnaša dužnost kancelara Dubrovačke nadbiskupije. Autor poeme na hrvatskom jeziku Primaljeća cvijeće. Idilični spjev Mačuš i Čavalica Fran Kurelac objavio je u svojoj zbirci.
Antun Pavešković uvrstio je Skvadrovića u antologiju hrvatskoga pjesništva do narodnoga preporoda Šturak i čemerika.